# Decticogaster
Decticogaster és un gènere monotípic d'arnes de la família Crambidae. Conté només una espècie, Decticogaster zonulalis, que es troba a Sulawesi.
The Global Lepidoptera Names Index considera que el gènere és sinònim de Tatobotys, i que l'espècie és sinònim de Tatobotys varanesalis.